# Stefan Meller

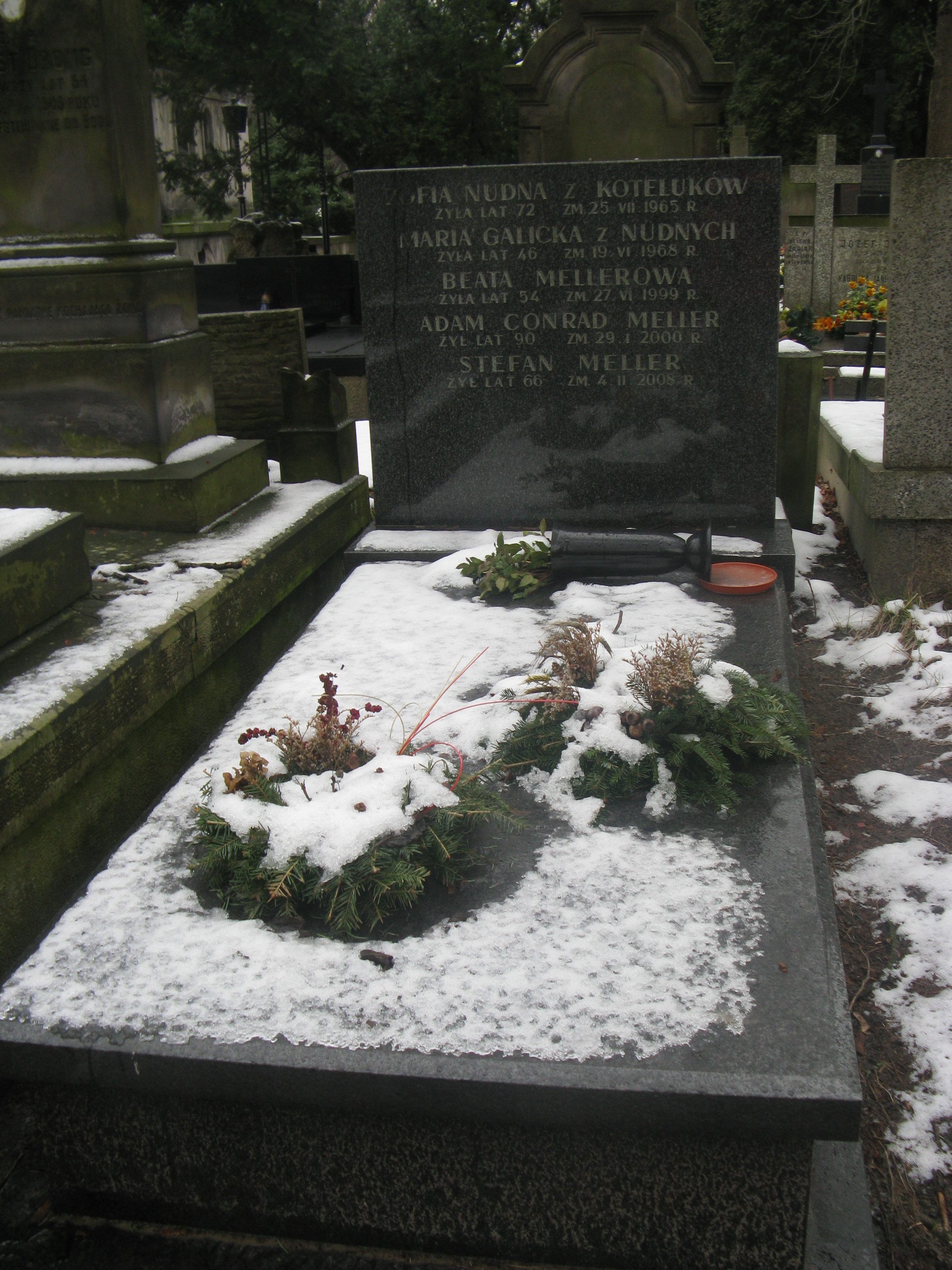
Grób Stefana Mellera na cmentarzu Powązkowskim

Stefan Meller (ur. 4 lipca 1942 w Lyonie, zm. 4 lutego 2008 w Warszawie) – polski dyplomata, historyk, publicysta, profesor nauk humanistycznych, minister spraw zagranicznych (2005–2006) i przewodniczący Komitetu Integracji Europejskiej (2005–2006), dwukrotnie podsekretarz stanu w MSZ (1995–1996, 2001–2002), ambasador RP we Francji (1996–2001) oraz Rosji (2002–2005).

## Życiorys

### Wykształcenie
Uczęszczał do szkoły podstawowej im. Klementa Gottwalda, znajdującej się wówczas w budynku późniejszego XIV Liceum Ogólnokształcące im. Stanisława Staszica w Warszawie. Od wiosny 1957 uczył się w szkole w Genewie, gdzie przebywał w związku z objęciem tam przez ojca placówki dyplomatycznej, ale został z niej dyscyplinarnie relegowany w 1959. Powrócił do Warszawy, gdzie – mieszkając u stryja – ukończył edukację szkolną w VIII LO im. Władysława IV. Zdawał na studia historyczne w Warszawie, ale nie zdał egzaminu wstępnego i nie został przyjęty; rok później dostał się na historię w Krakowie, ale po I roku studiów przeniósł się w 1962 do Warszawy. Absolwent Wydziału Historycznego Uniwersytetu Warszawskiego, który ukończył w 1966. W 1974 uzyskał stopień doktora pod kierunkiem Andrzeja Zahorskiego, a w 1985 stopień doktora habilitowanego nauk humanistycznych w dziedzinie historii. W 1993 otrzymał tytuł naukowy profesora.

### Działalność do 1989
Podczas studiów działał w Związku Młodzieży Socjalistycznej. W 1965 wstąpił do Polskiej Zjednoczonej Partii Robotniczej. W latach 1966–1968 był pracownikiem naukowo-dydaktycznym Polskiego Instytutu Spraw Międzynarodowych, z którego został usunięty po wydarzeniach marcowych. Wydalono go wówczas również z PZPR.
Otrzymał sześcioletni zakaz wykonywania zawodu. Przez ten czas utrzymywał się z pracy kasjera w Spółdzielni Kosmetycznej „Izis” oraz nauczyciela języka francuskiego. W tym czasie napisał i obronił pracę doktorską i w 1974 podjął pracę w filii Uniwersytetu Warszawskiego w Białymstoku. Od 1975 wykładał w Państwowej Wyższej Szkole Teatralnej w Warszawie, a w latach 1981–1984 był prorektorem tej uczelni. W czasie stanu wojennego pomagał represjonowanym studentom. Współpracował ze środowiskami opozycyjnymi, publikował w wydawnictwach drugiego obiegu.

### Działalność od 1989
Sprawował funkcję redaktora naczelnego miesięcznika „Mówią Wieki” (1990–1994), pracował również w Archiwum Państwowym, Spółdzielni Pracy „Lingwista” oraz redakcji tygodnika „Forum”.
W 1992 został zatrudniony w Ministerstwie Spraw Zagranicznych w randze wicedyrektora, a później dyrektora Departamentu Europy I. W latach 1995–1996 sprawował funkcję podsekretarza stanu, następnie do 31 stycznia 2001 ambasadora RP we Francji. Ponownie powierzono mu funkcję podsekretarza stanu w MSZ w lutym 2001. Od lutego 2002 do 31 października 2005 był ambasadorem RP w Rosji.
Od 31 października 2005 zajmował stanowiska ministra spraw zagranicznych oraz przewodniczącego Komitetu Integracji Europejskiej w rządzie Kazimierza Marcinkiewicza. W kwietniu 2006 zapowiedział gotowość do odejścia z rządu w przypadku jego rekonstrukcji po ewentualnym utworzeniu koalicji rządowej Prawa i Sprawiedliwości i Samoobrony RP. 28 kwietnia 2006 podał się do dymisji, odmawiając udziału w gabinecie z udziałem Andrzeja Leppera. Został odwołany z obu stanowisk 9 maja tego samego roku.

### Praca naukowo-dydaktyczna
Był pracownikiem naukowym Zakładu Historii XIX wieku w Instytucie Historii na Wydziale Historyczno-Socjologicznym Uniwersytetu w Białymstoku. Wykładał historię w Szkole Nauk Społecznych w Warszawie oraz historię stosunków międzynarodowych w Wyższej Szkole Handlu i Prawa im. Ryszarda Łazarskiego, a także w szkołach wyższych za granicą, m.in. w École des hautes études en sciences sociales i na Emory University w Atlancie.
W swej działalności naukowej zajmował się historią powszechną XVIII i XIX wieku, historią myśli społecznej i politycznej. Szczególnie wiele uwagi poświęcił historii Francji. Był autorem kilku książek poświęconych historii, w tym przede wszystkim rewolucji francuskiej. Wspólnie z profesorem Janem Baszkiewiczem był konsultantem historycznym filmu Danton w reżyserii Andrzeja Wajdy (1982).

## Odznaczenia i wyróżnienia
W 1995 został odznaczony Krzyżem Komandorskim Orderu Odrodzenia Polski. Otrzymał także Legię Honorową II klasy, Order Narodowy Zasługi II klasy oraz Order Palm Akademickich I klasy.
W 1984 został laureatem Nagrody im. Ludwika Waryńskiego (wspólnie z Janem Baszkiewiczem) za publikację Rewolucja francuska 1789–1794. Społeczeństwo obywatelskie.

## Życie prywatne
Pochodził ze spolonizowanej rodziny żydowskiej z Ustrzyk Dolnych. Był synem Adama Mellera, działacza komunistycznego, uczestnika francuskiego ruchu oporu w trakcie II wojny światowej. Jego żoną była Beata Meller z domu Galicka, długoletnia kierownik działu i wicedyrektor Muzeum Historycznego m.st. Warszawy, z którą miał synów Marcina i Andrzeja oraz córkę Katarzynę.
Znał język rosyjski, francuski, angielski i niemiecki.
Został pochowany w grobowcu rodzinnym na cmentarzu Powązkowskim w Warszawie (kwatera 210/4/4).

## Wybrane publikacje
Historia
- Kamil Desmoulins, Warszawa 1982
- Rewolucja francuska 1789–1794. Społeczeństwo obywatelskie, Warszawa 1983 (wspólnie z Janem Baszkiewiczem)
- Rewolucja w dolinie Loary. Miasto Chinon 1788–1798, Warszawa 1987
- Pożegnanie z rewolucją, Chotomów 1991

Poezja
- Zaledwie minuta, Warszawa 2006

Wywiad
- Świat według Mellera (t. I/II), Warszawa 2008 (rozmawiał Michał Komar)